# Berrocal de Salvatierra
Berrocal de Salvatierra is een gemeente in de Spaanse provincie Salamanca in de regio Castilië en León met een oppervlakte van 30,55 km². Berrocal de Salvatierra telt 91 inwoners (1 januari 2016).

## Demografische ontwikkeling
Bron: INE, 1857-2011: volkstellingen